# Chocianowice (osada)
Chocianowice – osada w Polsce, położona w województwie opolskim, w powiecie kluczborskim, w gminie Lasowice Wielkie.